# پرچم ماساچوست
پرچم ماساچوست در ۳ فوریه ۲۰۱۴ پذیرفته شد.